# Ле Гонидек, Жан-Франсуа
Ян Гониде́к (брет. Yann Frañsez Vari ar Gonideg) (4 сентября 1775, Ле-Конке — 12 октября 1838, Париж) — французский лингвист, сыгравший важную роль в развитии бретонского языка, называемый иногда Tad ar Yezh — «отцом языка».
Ле Гонидек родился 4 сентября 1775 года в городке Ле-Конке на западе Бретани, в семье мелкого дворянина. С 1787 по 1791 год учился в Трегье. Принимал участие в восстании шуанов. С 1804 года служил в военном флоте, а позже в управлении лесов, где отвечал за поставки сырья для строительства кораблей. Известно, что он жил в Париже, Гамбурге, Нанси и Мулене, позже поселился в Ангулеме.
В 1807 году опубликовал «Кельто-бретонскую грамматику» (Grammaire celto-bretonne) — вторую в истории грамматику бретонского языка после «Священного учения Иисуса», изданного в 1659 году Жюльеном Монуаром. В 1803 году вступил в недолго просуществовавшую «Кельтскую академию» в Париже, которая вскоре была переименована в Общество антикваров Франции. В 1821 году издал «Кельто-бретонский словарь», после его смерти переизданный в 1850 году литератором и собирателем бретонского фольклора Теодором Эрсаром.
Ле Гонидек намеревался издать бретонскую Библию — в частности, он руководствовался тем соображением, что издание Библии Уильяма Моргана сыграло важную роль в сохранении валлийского языка. В 1821 году он выпустил одобренный церковью «Исторический катехизис» (Katekiz historik), однако его перевод Нового Завета был запрещён и издан только в 1827 году одной из английских протестантских организаций.
В 1833 году Ле Гонидек поселился в Париже. В 1837 году выходит его «Французско-бретонский словарь». 12 октября 1838 года Ле Гонидек скончался. Он был похоронен в родном Ле-Конке.
Ле Гонидек оказал огромное влияние на развитие бретонского национального языка, в частности потому, что его орфографическую реформу принял Теодор Эрсар, издатель сборника баллад «Барзаз Брейз» и ведущий авторитет в области бретонского языка и культуры. Кроме того, после 1840 года при поддержке епископа Кемпера Жозефа-Мари Граврана орфография Ле Гонидека была принята и церковью.